# 厄瓜多爾基多聖殿
厄瓜多尔瓜亚基尔圣殿（Templo de Quito Ecuador）是耶稣基督后期圣徒教会的第175座圣殿，位于厄瓜多尔的首都基多。厄瓜多尔基多圣殿在2019年动工，2022年10月14日至29日对公众开放参观，并在2022年11月20日奉献。圣殿面积36,780平方英尺（2,397平方米）。